# جزيرة الكنز (فلم 1934)
جزيرة الكنز (بالإنجليزية: Treasure Island) هو فيلم أصدر عام 1934 مأخوذ عن رواية جزيرة الكنز للكاتب روبرت لويس ستيفنسون.

## ملخص
يدير الصبي جيم هوكينز وأمه نزل الأميرال بنبو بالقرب من بريستول بإنجلترا. أثناء الاحتفال بعيد ميلاد، يظهر بيلي بونز الغامض ويبدأ بالتحدث عن الكنوز. بعد وقت وجيز، يزوره الكلب الأسود ثم بيو فيسقط ميتا، تاركا صندوقا قال عنه أنه يحتوي على ذهب ومجوهرات. لكن عوض المال، يجد جيم في الصندوق خريطة يؤكد الدكتور ليفزي أنها ستقودهم إلى كنز فلينت الشهير. يمول العمدة تريلوني الرحلة إلى جزيرة الكنز ويبحر الجميع على متن سفينة القبطان سمولت. من الطاقم لونغ جون سيلفر الرجل وحيد الساق ورفاقه. وعلى الرغم من تحذير بيلي بونز لجيم من بحار ذو ساق واحدة، يصبح هو وسيلفر أصدقاء. تقع أثناء الرحلة عدة «حوادث» مميتة للبحارة الذين لا يرتاحون لسيلفر وجماعته. وقبيل الوصول إلى الجزيرة، يسمع جيم صدفة خطط سيلفر للاستيلاء على الكنز وقتل رجال سمولت. ينزل جيم مع البحارة إلى اليابسة ويقابل بن غان الذي يعيش وحده على الجزيرة. فيقول له هذا الأخير أنه وجد كنز فلينت. في غضون ذلك، يفر سمولت ورجاله إلى بيت خشبي حصين على الجزيرة. يهاجم أصحاب سيلفر هذا الأخير عندما يرفض سمولت تسليمهم خريطة الكنز. حين يبدو الوضع ميؤوسا منه، يعود جيم سرا على متن السفينة ويقودها إلى مكان آمن ويطلق النار على قرصان دفاعا عن نفسه. عندما يعود جيم إلى الحصن، يجد هناك رجال سيلفر ويقول هذا الأخير لهم أنه تم التوقيع على معاهدة. يريد القراصنة قتل جيم لكن يدافع عنه سيلفر. وحين يأتي الدكتور ليفزي لإنقاذه، يرفض جيم أن يخالف وعده لسيلفر بعدم الفرار. يبدأ القراصنة اليوم التالي بالبحث عن الكنز لكن حين يجدون المخبأ يكتشفون أن الكنز قد اختفى. فيتمرد بعض القراصنة على سيلفر لكن ينضم إليه ليفزي وبن غان في القتال. يبحر سمولت بعد ذلك إلى الديار بالكنز الذي كان خبأه بن غان في كهفه، متخذا سيلفر سجينا. لا يقدر جيم على الوقوف بجانب أصدقائه وترك صديقه يشنق، فيحرر جيم سيلفر. يعد هذا الأخير وهو يبحر بعيدا أن يكون خيّرا.

## ممثلون
- والاس بيري في دور لونغ جون سيلفر
- جاكي كوبر في دور جيم هوكينز
- ليونيل ستاندر في دور بيلي بونز
- أوتو كروغر في دور الدكتور ليفزي
- لويس ستون في دور القبطان ألكسندر سمولت
- نيغل بروس في دور العمدة تريلوني
- تشارلز «تشيك» سايل في دور بن غان
- ويليام في مونغ في دور بيو
- تشارلز ماكنفتون في دور الكلب الأسود
- دوروثي بيترسون في دور السيدة هوكينز
- دوغلاس دامبريل في دور إزرايل هاندز
- إدموند بريز في دور أندرسن
- أولين هاولاند في دور ديك
- تشارلز إروين في دور أبراهام غراي
- إدوارد باولي في دور ويليام أوبراين

## وصلات خارجية
- مقالات تستعمل روابط فنية بلا صلة مع ويكي بيانات